# Чижув (Тарновський повіт)
Чижув (пол. Czyżów) — село в Польщі, у гміні Жабно Тарновського повіту Малопольського воєводства.
Населення — 108 осіб (2011).
У 1975-1998 роках село належало до Тарновського воєводства.

## Демографія
Демографічна структура станом на 31 березня 2011 року:
|          | Загалом | Допрацездатний вік | Працездатний вік | Постпрацездатний вік |
| -------- | ------- | ------------------ | ---------------- | -------------------- |
| Чоловіки | 46      | 5                  | 32               | 9                    |
| Жінки    | 62      | 15                 | 36               | 11                   |
| Разом    | 108     | 20                 | 68               | 20                   |